# Steyr-Mannlicher M1894

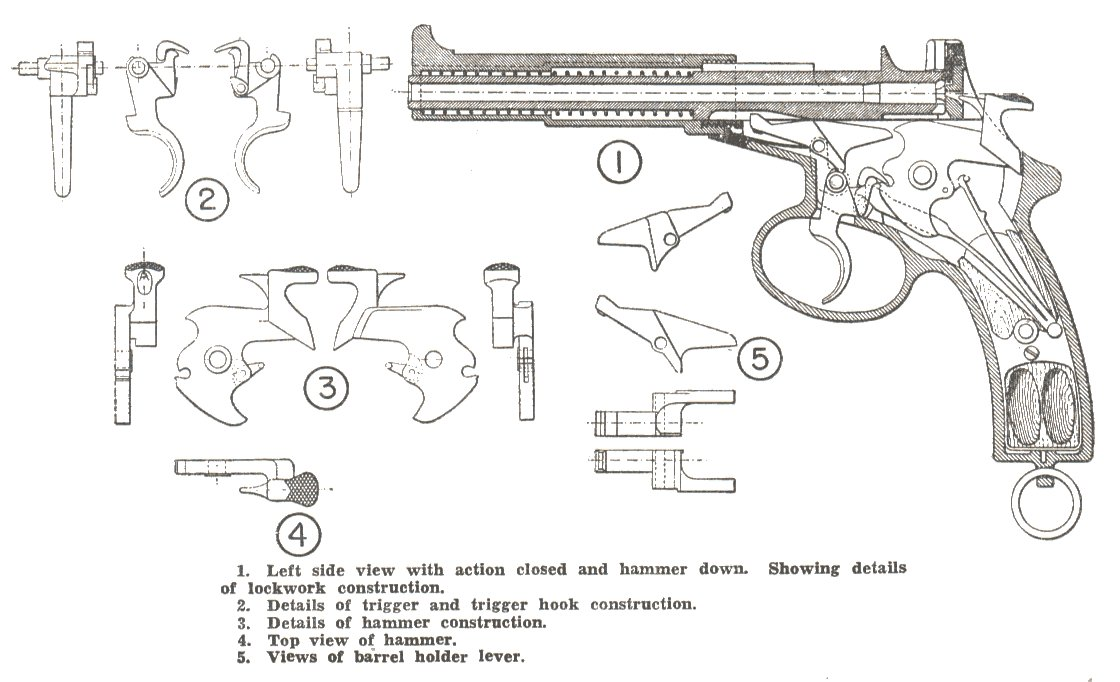

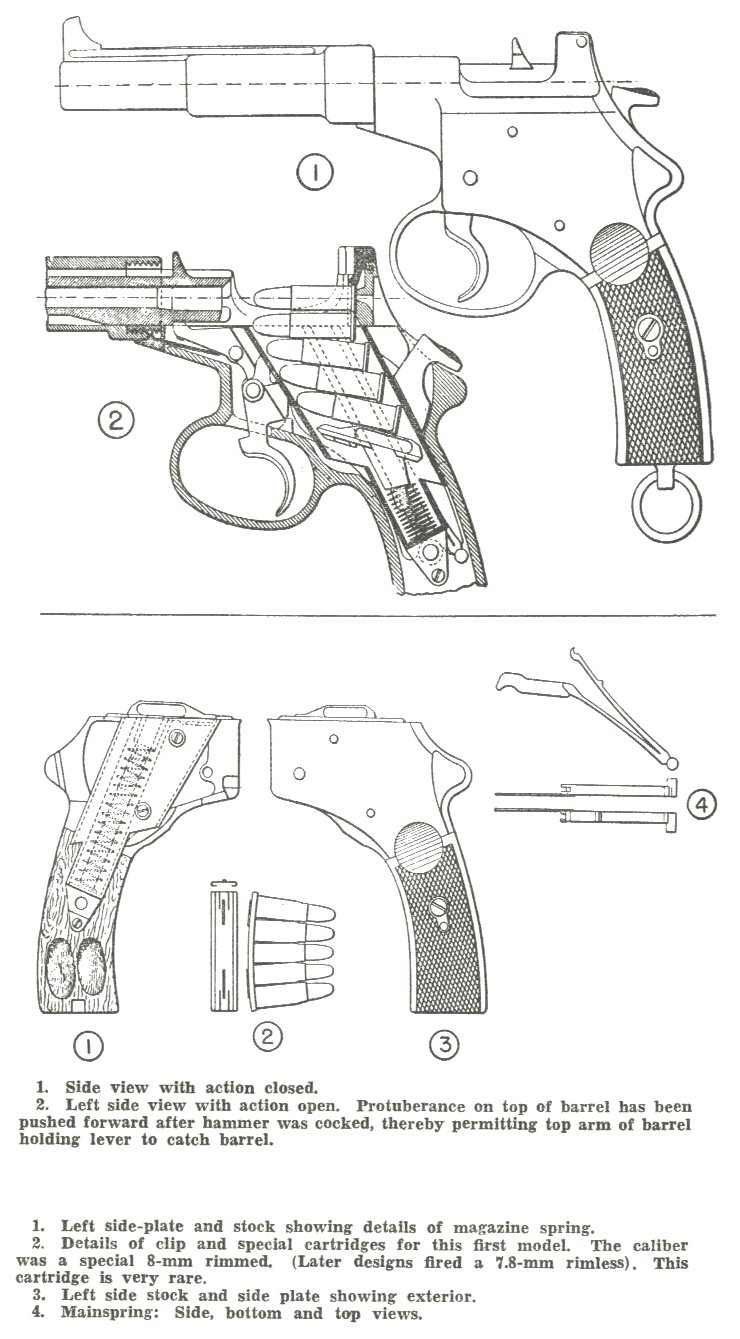

Манлихер M.1894 (нем. Mannlicher M.1894) ─ один из первых самозарядных (полуавтоматических) пистолетов, сконструированный австрийским оружейником Манлихером в 1894 году. Пистолет характеризуется необычной для современных пистолетов работой автоматики.

## История возникновения
Оружие конца XIX века представляет собой необычные и уникальные образцы. К таким относится и пистолет Mannlicher M1894. Но несмотря на свою уникальность и простоту конструкции, этот пистолет так и не был принят на вооружение ни в одной из стран. Сам пистолет был сконструирован Манлихером и представлен на суд австрийских военных в 1894 году. Пистолет по мнению оружейника должен был заменить морально устаревшие в армии револьверы. Но ввиду с несоответствием требованиям военных того времени к самозарядным пистолетам, он не только не смог заменить, но и не смог конкурировать с револьверами . Поэтому вскоре пистолет был снят с конкурса и отправлен оружейником на переработку. Несмотря на то, что пистолет имел незаурядные перспективы, Манлихер начал разрабатывать всё новые и новые модели, например известный Steyr-Mannlicher M1901.

## Устройство и принцип действия
Для того, чтобы зарядить пистолет, надо нажать на спусковой крючок и оттянуть ствол за выступ спереди в крайнее переднее положение. При нажатии на спусковой крючок поворачивается ствольная задержка, которая удерживает ствол в переднем положении. Затем, чтобы зарядить 5 патронов с помощью обоймы или в одиночку, необходимо отпустить спусковой крючок, взвести курок и ещё раз нажать на спусковой крючок для производства выстрела. После выстрела надо снова отпустить спусковой крючок, взвести курок и снова нажать на спусковой крючок. Процесс повторяется. В некоторых моделях пистолет имел УСМ двойного действия, но ни в одной модели цикл автоматики не включал автоматический взвод курка.

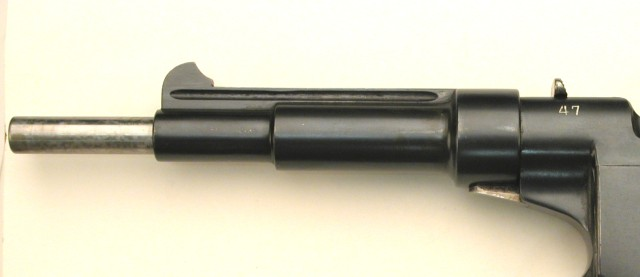

Пистолет относится к таким, у которых для работы автоматики используется сила трения пули и газов о нарезы в стволе и сила давления газов на внутреннее пространство ствола. Принцип действия таков: после заряжания пистолета и отпуска спускового крючка ствол под действием возвратной пружины движется назад (после отпущения ствольной задержки концом спускового крючка), захватывая первый патрон, и останавливается, упершись с патроном в патроннике в неподвижную раму пистолета. Ещё во время движения назад ствол успевает нажать на кнопку выбрасывателя и удерживает его в нажатом состоянии. После нажатия на спусковой крючок курок выходит из сцепления и бьет своим бойком по капсюлю патрона. Под действием пороховых газов пуля вылетает из гильзы и движется по стволу, врезавшись в нарезы. Этим, а также и трением пули о ствол, и реактивным моментом оказываемого газами, ствол начинает двигаться вперед. Сам ствол, двигаясь вперед, отпускает кнопку выбрасывателя и сжимает возвратную пружину. Выбрасыватель тем временем выбрасывает стреляную гильзу. Ствол, пока нажат спусковой крючок, удерживается ствольной задержкой в переднем положении. Процесс повторяется.

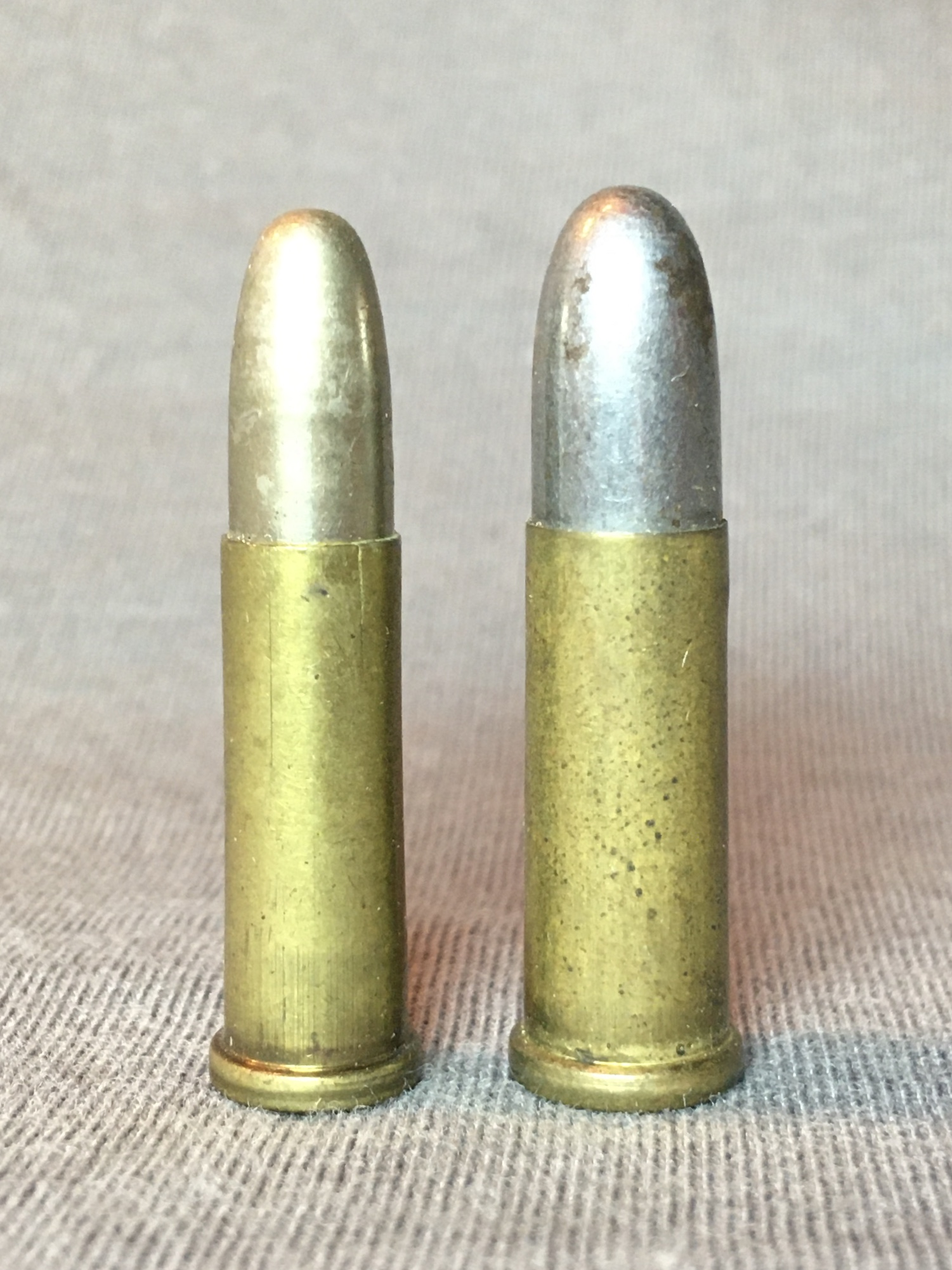
Австрийские 6,50- и 7,60-мм патроны к пистолетам Манлихера М.1894.

## Преимущества и недостатки
Нельзя сказать, что пистолет совсем не понравился военным; он, как и все пистолеты, имел и преимущества, и недостатки.
1. Преимущества:
- уникальность конструкции;
- малое количество деталей;
- простота и надёжность

2. Недостатки:
- отсутствие стрельбы самовзводом;
- малая вместимость магазина;
- большая масса и габариты.